# Hickman (Californie)
Hickman est une census-designated place du comté de Stanislaus, dans l'État de Californie, aux États-Unis,. En 2020, elle compte une population de 604 habitants.